# Medier i Chile
Medier i Chile utgörs främst av TV, radio och tidskrifter.

## Historia
Chile har en lång presshistoria. Första tidningen grundades 1812. Innan 1973 års militärskupp publicerade i princip alla politiska grupper sina egna dags- eller veckotidningar. 
Efter militärkuppen så blev Chile en militärdiktatur. Militärjuntan gjorde då slut på mer än 150 års pressfrihet.Censur infördes och det var inte längre tillåtet att kritisera regeringen. Oppositionen fick åter tillgång till medierna år 1988 då landet började bli mer demokratiskt. 1996 fråntogs militärdomstolarna rätten att granska journalisterna.

## Regler och lagstiftning
Det finns finns inget statligt stöd till massmedian utan allt finansieras genom reklam och avgifter.
Artikel 36B i den allmänna telekommunikationslagen gör det olagligt att driva lokala radiostationer utan licens. Sänder man utan rättslig frekvens kan man dömas till böter eller fängelse. Detta försvagar enligt Freedom House mångfalden av medier i landet.
2014 antogs den digitala TV- lagen efter fem års debatt. Lagens syfte är att bredda medielandskapet. 40% av medielandskapet reserveras för lokala och regionala aktörer. Den ger också TVN (Televisión Nacional) en andra regional frekvens. Denna frekvens är avsedd att sända en blandning av TVN och lokalt producerat innehåll. 

## Censur och yttrandefrihet
Press- och yttrandefrihet är garanterat i Chiles grundlagoch har med åren blivit bättre. Det är sedan 2001 inte längre straffbart att “förtala eller förolämpa” statstjänstemän. Dock så kan journalister fortfarande dömas för att ha förtalat presidenten, parlamentet eller högsta domstolen. Journalister som utreder övergrepp under militärdiktaturen utsätts ibland fortfarande för hot, men också detta har minskat under de senaste åren.
Freedom House bedömer pressfriheten i Chile som “fri”. Reportrar utan gränser rankar Chile på plats 31 av 181 på 2016 års pressfrihetskarta.
Regeringen har uttryckt en vilja att öka informationsfriheten i landet. Sedan 2008 finns det en offentlighetslagstiftning i Chile som ger rätt att begära ut och få information från myndigheter.

## Dagspress
Chile har ett femtiotal dagstidningar och ett tiotal internet tidningar. Ägandet av de tryckta medierna är koncentrerat och cirka 90% av marknaden ägs av två konservativa ägargrupper, El Mercurio och Copesa. Freedome House ser detta som ett problem och menar att det förhindrar politisk debatt.
De största dagstidningarna är La Tercera (ägs av Copesa- gruppen) och Las Últimas Noticias (ägs av El Mercurio- gruppen) och är båda grundade i Santiago. El Mercurio- gruppen äger även den inflytelserika konservativa dagstidingen El Mercurio. Den största veckotidningen är Vea.

## Television
I början av 1990-talet fick privata TV-kanaler starta.  Flera universitet driver egna TV-bolag Den största TV-kanalen är det katolska universitetet, Canal 13, som har cirka 35% av marknaden.

### Public Service
Chile har public service tv som heter Televisión National, TVN. TVN är statligt ägt men finansieras privat genom reklam. TVN är enligt lag självförsörjande för att försäkra dess oberoende.

## Radio
Radion i Chile är privatägd och det finns cirka 450 stycken reklamfinansierade radiostationer. Det är i radion som man hittar den största politiska mångfalden. Dock är ägandet inom radiosektorn koncentrerat och den spanska mediegruppen Prisa äger nästan 60% av marknaden.  